# Génocide au Bangladesh

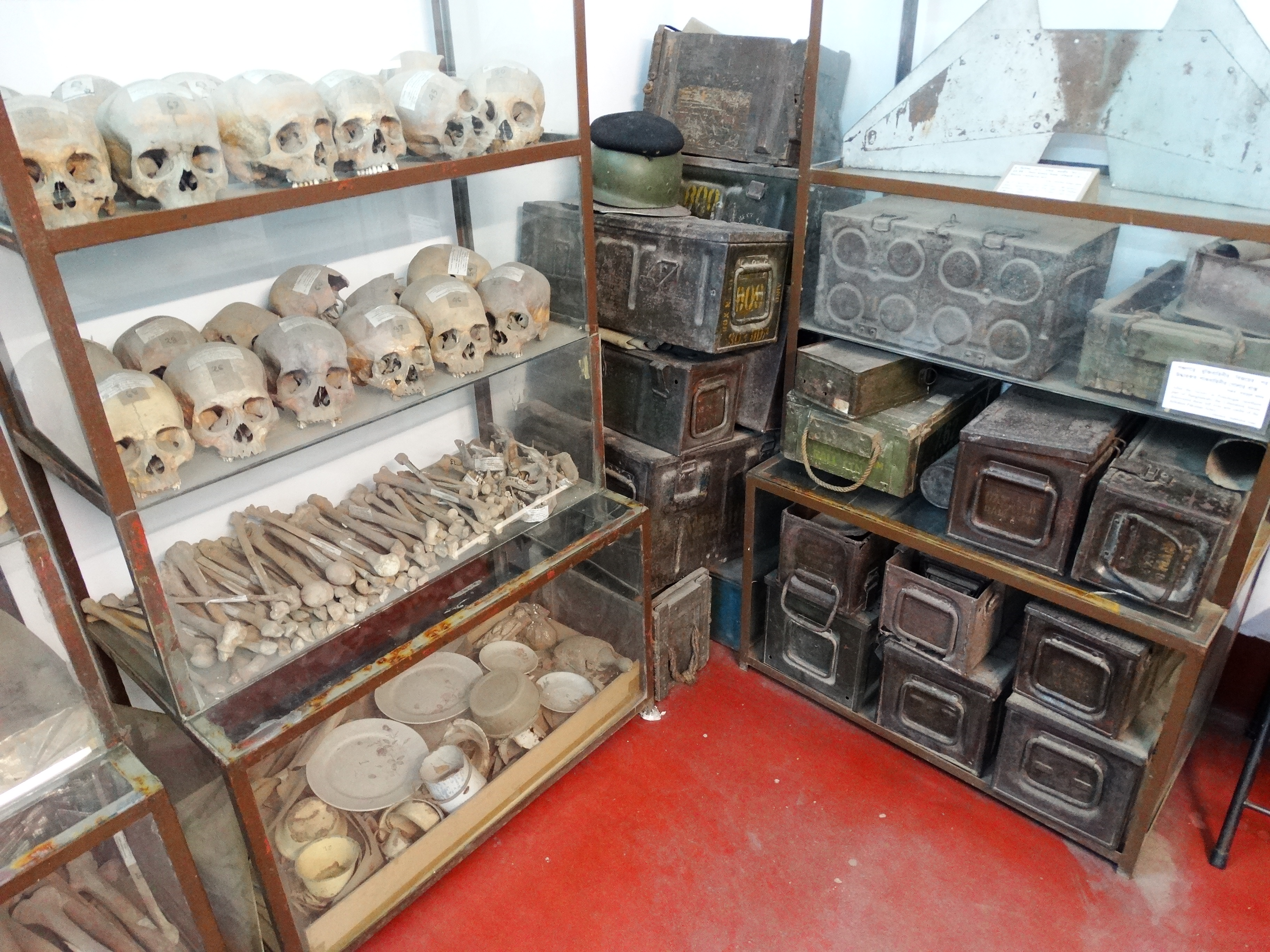
Restes humains des massacres de 1971 du Musée de la guerre de libération de Dacca.

Le génocide au Bangladesh ou génocide du Pakistan oriental est le massacre en 1971, par l'État pakistanais, son armée et des milices islamistes, d'une grande partie des Bengalis qui peuplaient la partie est du Pakistan (devenue le Bangladesh). Il est une conséquence, assumée par le pouvoir central du Pakistan, de sa répression excessive et impitoyable de la rébellion bengalie durant la guerre de libération du Bangladesh.

## Aux origines du génocide
Grâce aux actions de non-violence de Gandhi, l'Union indienne devient indépendante en 1947. Durant ces événements, des désaccords entre les extrémistes religieux hindous et musulmans apparaissent. Les hindous désirent créer un pays à majorité hindoue, et les musulmans un pays à majorité musulmane. C'est ainsi que, à peine née, l'Union indienne est déjà divisée : l'Inde a toute la partie sud et centrale du sous-continent, et le Pakistan est créé. Le Pakistan est alors un pays en deux parties séparées par 1 600 km : le Pakistan oriental (futur Bangladesh), et le Pakistan occidental (Pakistan actuel). Le Pakistan oriental est alors composé majoritairement de Bengalis. Cette partie du Pakistan est la plus pauvre mais la plus peuplée.
Subissant des discriminations de la part du Pakistan occidental, les Bengalis commencent à former des mouvements autonomistes ou indépendantistes, très mobilisés lors du mouvement de 1968. Lors des élections de décembre 1970, la Ligue Awami remporte 160 des 162 circonscriptions orientales - ce qui lui donne la majorité absolue à l'Assemblée nationale, soit 160 sur 300 sièges. Le Pakistan occidental, qui voit cette victoire comme une menace à son pouvoir, décide de s'en prendre à la population bengalie, voire, dans le fantasme du général Yahya Khan, d'en « tuer trois millions, et le reste nous mangera dans la main ».

## Le génocide
Alors que le Pakistan occidental commençait une répression militaire dans le Bangladesh pour réprimer les appels du Bengale en faveur du droit à l'autodétermination, les violences à outrance débutent le 26 mars 1971 avec le lancement de l'opération Searchlight et les attaques contre la classe éduquée (massacres dans des universités notamment, dont celle de Dacca). Les crimes de guerre prennent très vite de l'ampleur. Pendant les neuf mois de la guerre de libération du Bangladesh, des membres de l'armée pakistanaise et des milices islamistes de Jamaat-e-Islami tuent entre 300 000 et 3 000 000 de personnes,. Le Pakistan occidental crée également des camps d'extermination, et effectue un gendercide (terme anglais désignant l'action de tuer un groupe d'individus en fonction de leur sexe), dans le but d'éliminer au maximum les risques de représailles armées.
Une vaste campagne de viols systématiques devait déshonorer les femmes : 200 000 à 400 000 Bangladaises, en sont victimes, selon des sources bangladaises et indiennes. Ces actions ont été soutenues par les chefs religieux jamaat-e-islamiens, qui ont déclaré que les femmes bengalies étaient un gonimoter maal (bengali pour « bien public »). Les enfants des femmes violées sont toujours discriminés, comme dans la plupart des pays.
Pendant et après le conflit, huit à dix millions de personnes, pour la plupart des hindous, ont fui le pays pour se réfugier en Inde voisine. On estime que jusqu'à trente millions de civils ont été déplacés à l'intérieur du pays.
Pendant la guerre, il y a eu aussi des violences ethniques entre les Bengalis et les Biharis de langue ourdou. Les Biharis ont fait face à des représailles de la part des foules et des milices bengaliset de 1 000 à 150 000, ont été tués. D'autres sources affirment qu'il y en a eu jusqu'à 500 000,.